# N'Diaye Sidi el Moktar
N'Diaye Sidi el Mokhtar ou Sidi el Mokhtar Ould Yahya N'Diaye est un homme politique français puis mauritanien, député à L’Assemblée Nationale française de 1951 à 1955 puis de 1956 à 1958 (quatrième République) et de 1958 à 1959 (première législature de la cinquième République). Sidi el Moktar Ould Yahya N'Diaye est né le 13 septembre 1916 à Atar et décédé le 25 janvier 1997 à Saint-Louis.

## Biographie
Il est le fils de Yahya  N’Diaye et de Soukeyna Mint El Kharchy de la tribu des Oulad Bousbaa et neveu de la reine Ndieumbeut du Walo. Il a été élevé notamment à Tidjikja et Kiffa, au gré de la carrière de son père, interprète principal formé à Alger.
Sidi el Moktar Ould Yahya N'Diaye a reçu une éducation religieuse classique auprès de précepteurs pour le Coran et initié dès son jeune âge à la culture traditionnelle en religion islamique et arabe classique. Il a ensuite intégré l’Ecole des fils de chefs à Saint-Louis (Sénégal) avant de travailler comme interprète, puis interprète principal, notamment à Tichitt, Akjoujt, Mederdra et Nouadhibou, suivant ainsi les traces de son père Yahya N'Diaye.
Se lançant dans la politique, il a fondé en 1949, avec le futur premier Président de la future Mauritanie, Moktar Ould Daddah, l’«Union Progressiste de Mauritanie» (UPM). Il devint député à L’Assemblée Nationale française en battant en 1951 le député sortant Horma Ould Babana puis est réélu en 1956 en battant le même candidat. Il fut aussi conseiller territorial de l’Inchiri de 1952 à 1959, grand conseiller de l’Afrique occidentale française pour la Mauritanie de 1952 à 1957 et président de l’Assemblée territoriale de Mauritanie de 1952 à 1958. Il s'opposa (plus tard avec l'appui du tout nouveau vice-premier ministre Moktar Ould Daddah) à l’entrée de la Mauritanie à l’Organisation commune des régions sahariennes (OCRS) en 1957-58 (voir ses discours au palais Bourbon) qui devait faire éclater la Mauritanie en deux entités : le saharien et le sahélien intégré ailleurs. Il émit aussi son veto à l’exportation du minerai de fer de Tazadit par un chemin de fer vers le port de Villa Cisneros (Actuelle Dakhla au Sahara Occidental) au lieu de Port-Etienne (actuel Nouadhibou en Mauritanie).
En 1958, il devient président de l’Assemblée Constituante de la future République Islamique de Mauritanie de novembre 1958 à mai 1959, avant de devenir sénateur, pour la Mauritanie, de la Communauté franco-africaine de 1959 à 1960. Il signa le 28 novembre 1958 la proclamation d'indépendance de la république islamique de Mauritanie en tant que président de l'Assemblée Constituante.
Au cours de la proclamation de l’autonomie interne, les 27 et 28 novembre 1958, il servira d’arbitre entre les tenants de la «République Arabe de Mauritanie» et ceux de la «République Africaine de Mauritanie» en proposant un compromis historique : «République Islamique de Mauritanie» (Témoignages du Président de l'Assemblée Nationale Mamoudou Sambaboly BA, à l’époque ministre de l’habitat et des domaines, du conseiller territorial de l’époque Yahya Kane et du conseiller territorial de l’époque et ambassadeur retraité Sidi Bouna Ould Sidi).
Sidi el Moktar Ould Yahya N'Diaye présidera l’Assemblée Nationale de Mauritanie de mai 1959 à mars 1961. Dans la Mauritanie indépendante, il servira notamment comme maire de Rosso et comme Président de la Chambre de Commerce et d’Agriculture de Mauritanie. La famille Sidi el Moktar Ould Yahya N'Diaye résida essentiellement à Rosso et à Saint-Louis (Sénégal) jusqu'au décès de Sidi el Moktar le 25 janvier 1997.

## Distinctions

### Décorations
- Chevalier de l’Étoile noire.